# کفر عروق
کفر عروق (به عربی: کفر عروق) یک روستا در سوریه است که در ناحیه قورقینا واقع شده‌است. کفر عروق ۱٬۷۳۹ نفر جمعیت دارد.